# Персики и груши
«Персики и груши» — картина Поля Сезанна, написанная в 1890—1894 годах, из собрания Государственного музея изобразительных искусств имени А. С. Пушкина. Сезанна считали перфекционистом, тратящим на свои картины, а именно натюрморты, около ста дней. Гоген, например, говорил о том, что писал натюрморты, когда уставал, Мане писал картины с фруктами в конце жизни, когда болел и уже не мог писать большие полотна. Но Поль Сезанн открыл натюрморт для нас по-новому.
Перед написанием натюрморта художник долго расставлял предметы на столе. Поль Сезанн подкладывал монетки номиналом в один су под фрукты, чтобы приподнять их или развернуть.
Для художника не являлось обязательным правилом использовать настоящие фрукты, его устраивали и бутафорские, которые могли переходить из одного натюрморта в другой. Часть этих вещей сохранилась и экспонируется в мастерской-музее художника в Эксе. Поля Сезанна и других художников-постимпрессионистов интересовали не одномоментные состояния, а неизменные свойства объектов.
Скатерть, изображенная на картине, часто становилась предметом натюрмортов Поля Сезанна. Например, на картинах «Натюрморт с драпировкой», «Скатерть и фрукты», «Натюрморт с яблоками и апельсинами» мы также можем увидеть искусно сложенную ткань. В правой части натюрморта скатерть напоминает скалы из серии картин «Гора Сент-Виктуар».
Гладя на натюрморт Сезанна, можно заметить, что расположение предметов в пространстве является необычным. Например, левая и правая стороны стола находятся в разных плоскостях, а кувшин виден сверху, в анфас и в панорамном образе. Это происходит потому, что художник использует метод обратной перспективы, то есть изображает более далекие предметы более крупными.
Поль Сезанн нередко применял этот метод в своих натюрмортах. Современники и критики говорят о том, что во время работы он смотрел на предметы из разных точек студии, вставал на лестницу. Таким образом художник уходил от стереотипного восприятия мира, как у большинства импрессионистов.
Динамику картине придает не только обратная перспектива, но и сами предметы, которые Поль Сезанн специально ставил неровно. Фон также усиливает эту динамику. Линия между полом и стеной задает направление для восприятия, а именно слева направо и снизу вверх, пространство словно растягивается, помогая нам все разглядеть.
Техника написания картины «Персики и груши» не отличается от техники импрессионистов — раздельные мазки. Художник пишет мелкими движениями кисти. Направление кисти обусловлено формой предмета, потому что именно она интересует Поля Сезанна. Поэтому на холсте мы можем увидеть разнонаправленные, отличающиеся по длине и ширине мазки.
О том, как Сезанн разыгрывал трагедии между персиками и кувшином, говорил арт-критик Роджер Фрай:

Он охотно принимает даже самые заурядные ситуации, расположение предметов, характерное для обыденной жизни. И хотя драматичность описания не является его целью и было бы глупо рассуждать о трагедии его фруктовых блюд, корзин с овощами, яблок, рассыпанных по столу, тем не менее подобные сцены, написанные его кистью, оставляют впечатление событий огромной важности. И даже если такие эпитеты, как „драматичный“, „угрожающий“, „величественный“ или „лиричный“, не слишком сочетаются с натюрмортами Сезанна, мы не можем не почувствовать, что они вызывают эмоции, удивительным образом напоминающие нам эти душевные состояния. Мы не можем назвать эти картины трагичными, лиричными и так далее не из-за недостатка эмоций, а вследствие метода исключения и концентрации. Они представляют собой трагедии, лишенные трагических обстоятельств.